# Assalti alle fattorie in Sudafrica
Con il termine assalti alle fattorie si intendono una serie di rapine svolte, a danno di proprietari di fattorie e dei loro lavoratori, in Sudafrica.
Il fenomeno, ancorché diffuso, viene anche strumentalizzato da ambienti di estrema destra (e siti neonazisti come Stormfront) che parlano di un fenomeno che manifesta un genocidio boero. A smentire tale visione sono i diversi studi che mostrano come il movente politico/razzista sia rinvenibile solo in un numero limitato di casi (circa il 2% dei casi) e che solo il 60% degli attacchi alle fattorie è rivolto contro bianchi sebbene i bianchi posseggano ben il 70% delle terre.
I partiti di estrema destra sudafricana, come l'Afrikaner Weerstandsbeweging ed il Partito Nazionale Rifondato del Sudafrica supportano questa visione di un "genocidio" programmato, mentre il principale partito dei bianchi, il Fronte della Libertà Più, chiede un impegno contro queste stragi e omicidi ma senza parlare di un genocidio.
L'11 novembre 2011 i parlamentari europei Philip Claeys (di Interesse Fiammingo), Andreas Mölzer (del Partito della Libertà Austriaco), Fiorello Provera (della Lega Nord) hanno presentato una dichiarazione scritta sugli omicidi di agricoltori in Sud Africa. Il leader populista di destra del Partito per la Libertà olandese, Geert Wilders, sostiene che i Paesi Bassi dovrebbero supportare gli afrikaner, anche concedendo loro la cittadinanza olandese e la possibilità di ritornare nel paese di origine dei loro antenati.

## Dimensioni del fenomeno
Quello degli attacchi alle fattorie, indicato da alcuni media sudafricani come un'emergenza, è un fenomeno nato nella seconda metà degli anni novanta, quando un significativo numero di agricoltori fu vittima di crimini violenti; questo suscitò la percezione che la comunità bianca fosse oggetto di una campagna di violenza preordinata e coordinata.
Tra i primi a dare risalto al fenomeno vi fu la più grande organizzazione sudafricana che rappresenta i proprietari di fattorie, la South African Agricultural Union (oggi
Agri SA), che ha cominciato a raccogliere i dati dal 1991.
Tra il 1991 ed il 2001 l'Agri SA registra 3065 attacchi e risulteranno 1254 le persone uccise nello stesso decennio in occasione di questi attacchi, una percentuale molto bassa se commisurata al numero di omicidi totali commessi in Sudafrica (nel 2001 gli omicidi commessi in occasione di attacchi alle fattorie rappresentava lo 0,69% degli omicidi commessi in Sudafrica).
In particolare, delle 1398 persone oggetto di attacco registrate nel 2001, il 61,6% erano bianchi, il 33,3% neri, il 4,4% asiatici e lo 0,7% mulatti. Guardando ai precedenti quattro anni, si nota che la percentuale di bianchi è in decremento, mentre aumenta quella dei neri. Analoga statistica esiste per il numero di stupri: nel 2001 gli stupri commessi in occasione di attacchi alle fattorie rappresentavano lo 0,13% del totale degli stupri commessi in quell'anno in Sudafrica; inoltre, il 71% di essi è stato compiuto a danno di donne nere.

## Caratteristiche e natura del fenomeno
Sin al[1997 commissioni interdipartimentali, il SANDF e il SAPS Crime Information Analysis Centre (CIAC) hanno prodotto analisi e rapporti sul fenomeno. Questi rapporti concordano su alcune conclusioni:
- per la stragrande maggioranza dei casi si tratta di attacchi motivati da meri motivi criminali (furto di denaro, auto ecc...) con alcuni casi in cui la motivazione è la vendetta;
- la maggior parte delle vittime sono anziani o uomini di mezza età cioè soggetti visti come target con debole autodifesa;
- i criminali agiscono in gruppo; in taluni casi possono contare su un basista interno (impiegato o ex impiegato della fattoria);
- oggetto di attacco sono indifferentemente sia i bianchi che i neri;
- sono pochi e isolati i casi in cui è rilevabile un movente politico ed in nessuno di questi casi era comunque presente un collegamento con strutture organizzate.

La commissione d'inchiesta sul fenomeno istituita nel 2001, parimenti concluse, tra le altre cose, che:
- gli attacchi alle fattorie non sono altro, per la stragrande maggioranza dei casi, che comuni furti, tanto che hanno molti tratti in comune con i furti perpetrati nelle case o negli esercizi commerciali;
- l'idea che la violenza che colpisce i bianchi in occasione degli attacchi sia in qualche modo preorchestrata è sbagliata e non trova fondamento nella realtà.

L'associazione Genocide Watch nel febbraio del 2012 esprime, tuttavia, preoccupazione per i crimini d'odio commessi contro i bianchi ed in particolare contro i fattori, ma sottolinea comunque che in Sudafrica non è in corso alcun genocidio.

## Uso strumentale del fenomeno e critiche a "Shoot the boer"
Sia all'interno che al di fuori del Sud Africa è presente la falsa percezione che gli attacchi siano compiuti in modo preordinato ed organizzato a danno dei bianchi e questo nonostante dati e analisi dicano il contrario. In ambienti di estrema destra, inoltre, è negli anni emersa una narrativa volta a paragonare ad un "genocidio" la pratica dei farm attacks, sebbene le statistiche smentiscano la natura di pulizia etnica delle azioni compiute.
In questo contesto quindi si muovono le critiche ad una canzone usata nel marzo 2010, in un incontro dei campus universitari, quando il presidente dell'African National Congress Youth League, Julius Malema, intonò la canzone "Shoot the boer" ("Dubul' ibhunu" – "Boer" è l'equivalente in lingua afrikaans della parola contadino, ma anche di "Afrikaner"). Si tratta di una vecchia canzone dei tempi della guerriglia dell'African National Congress che in un verso dice «Ammazza il boero». Malema è stato denunciato da Solidarity e da Afriforum alla Corte suprema di South Gauteng. Nel settembre 2011 il giudice Lamont ha decretato la canzone come incostituzionale ed illegale poiché incita al crimine, ma l'ANC ha annunciato che farà ricorso.